# Doazon
Doazon ist eine französische Gemeinde mit 184 Einwohnern (Stand 1. Januar 2022) im Département Pyrénées-Atlantiques in der Region Nouvelle-Aquitaine (vor 2016: Aquitanien). Die Gemeinde gehört zum Arrondissement Pau und zum Kanton Artix et Pays de Soubestre (bis 2015: Kanton Arthez-de-Béarn).
Der Name in der gascognischen Sprache lautet Doason.

## Geographie
Doazon liegt ca. 35 km nordwestlich von Pau in der historischen Provinz Béarn am nördlichen Rand des Départements.
Umgeben wird der Ort von den Nachbargemeinden:
|           | Pomps                                       |               |
| Castillon | Kompassrose, die auf Nachbargemeinden zeigt | Arnos         |
| Lacq      | Serres-Sainte-Marie                         | Casteide-Cami |

Doazon liegt im Einzugsgebiet des Flusses Adour. Ein Nebenfluss des Luy de Béarn, der Aubin, durchströmt zusammen mit seinem Zufluss, dem Lech, das Gemeindegebiet. Der Leich entspringt und mündet in den Lech auf dem Gebiet der Gemeinde.

## Geschichte
Eine Siedlung bestand seit der gallorömischen Zeit. Im Mittelalter war sie eine wohltuende Etappe für Pilger auf dem Jakobsweg nach Santiago de Compostela. Eine Quelle wird erwähnt, die den Pilgern ein Wasser mit regenerativer Wirkung spendete. Aufgrund dieser Lage und der frühen Landwirtschaft siedelten sich seit dem 14. Jahrhundert zahlreiche Bewohner an.
Erwähnt wurde Doazon 1286 in den Schriften der Vicomté von Béarn und 1352 in der Form Doasoo von Schriften der Notare von Pardies. In der Volkszählung von 1385 wurden 30 Haushalte gezählt und die Zugehörigkeit des Dorfes zur Bailliage von Pau festgehalten. Daneben wurde festgestellt, dass ein Pfarrer, ein Grundherr und ausgegrenzte Cagots das Dorf bewohnten. Cagots bildeten eine Personengruppe, die vom 13. bis weit ins 19. Jahrhundert hinein in Spanien und Frankreich diskriminiert und weitgehend vom gesellschaftlichen Leben ausgeschlossen war.
Auf der Karte von Cassini 1750 ist Doazon als Doason eingetragen.

### Einwohnerentwicklung
Nach einem Höchststand der Einwohnerzahl in der Mitte des 19. Jahrhunderts mit über 400 Einwohnern reduzierte sich die Zahl bei kurzen Wachstumsphasen bis zu den 1960er Jahren um insgesamt mehr als zwei Drittel. Anschließend setzte aufgrund der Nähe zum Industriegebiet von Lacq ein Bevölkerungswachstum ein.
| Jahr      | 1962 | 1968 | 1975 | 1982 | 1990 | 1999 | 2006 | 2009 | 2022 |
| --------- | ---- | ---- | ---- | ---- | ---- | ---- | ---- | ---- | ---- |
| Einwohner | 131  | 145  | 136  | 136  | 146  | 156  | 174  | 188  | 184  |

## Sehenswürdigkeiten

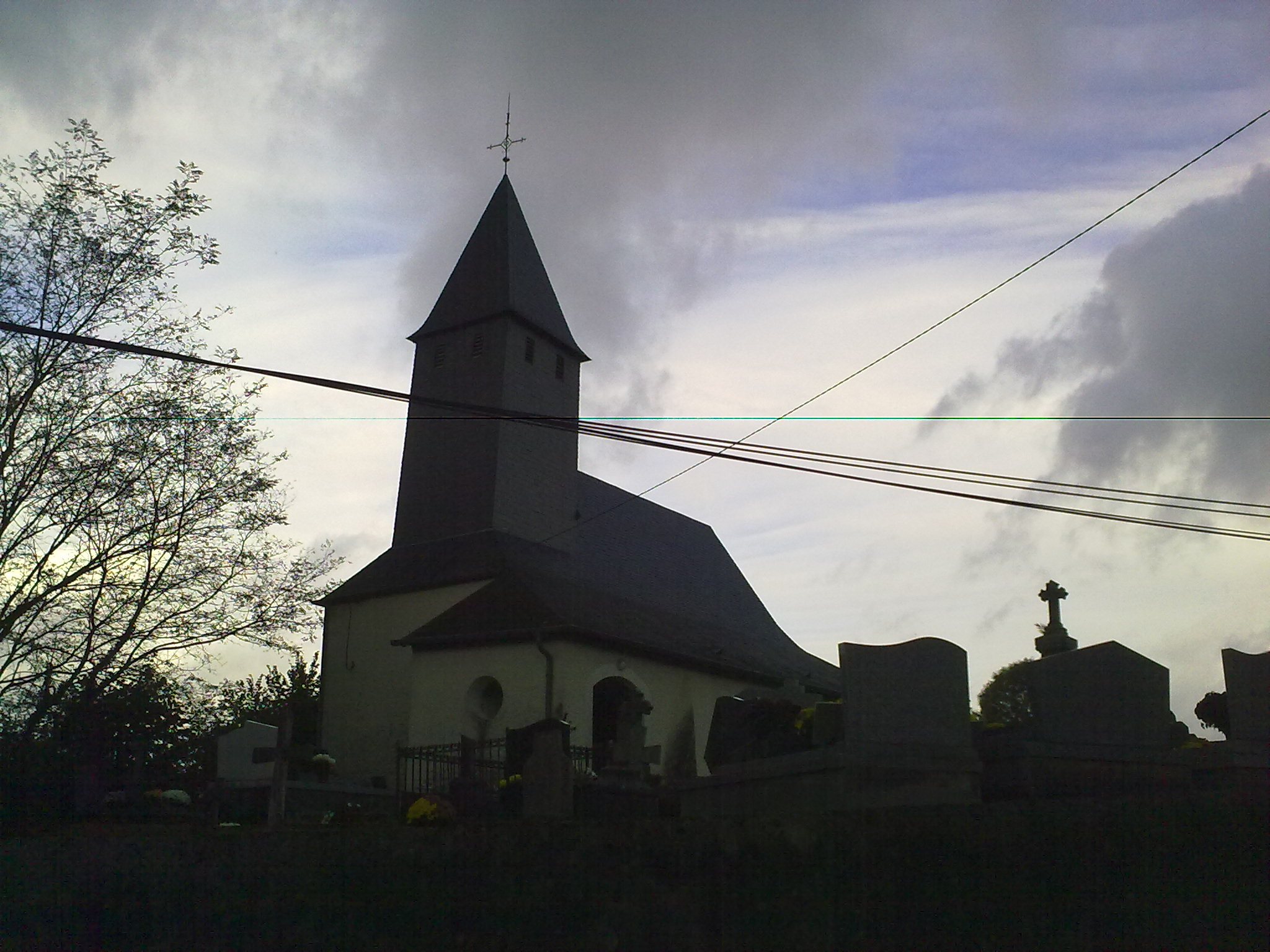
Ortskirche von Doazon

- Ortskirche von Doazon. Die Erwähnung des Haushalts eines Pfarrers bei der Volkszählung 1385 lässt darauf schließen, dass es zu jener Zeit eine Kirche gegeben hat. Sie wurde im Laufe der Zeit umgebaut und eine neue Kirche an der gleichen Stelle gebaut. Das heutige Gebäude hat jedoch einige romanische Elemente behalten: die Apsis, das gewölbte Seitenschiff und den Tabernakel.[9]

## Wirtschaft und Infrastruktur
Die Landwirtschaft ist auch heutzutage der wichtigste Wirtschaftsfaktor der Gemeinde.

### Bildung
Die Gemeinde verfügt über eine öffentliche Grundschule mit 23 Kindern im Schuljahr 2016/2017.

### Sport und Freizeit
Der Stausee von Doazon wurde im Jahr 2000 eingerichtet. Auf einer Fläche von insgesamt 40 Hektar staut er das Wasser des Aubin und fasst eine Wassermenge von 2,2 Millionen m3. Ein 3,5 km langer Weg lädt zum Umrunden des Sees zu Fuß oder mit dem Fahrrad ein. Der See hat eine Population von Hechten, Barschen, Karpfen, Schleien, Rotaugen und Rotfedern, deren Befischung reglementiert ist.

### Verkehr
Doazon wird durchquert von der Route départementale 276.

## Persönlichkeiten

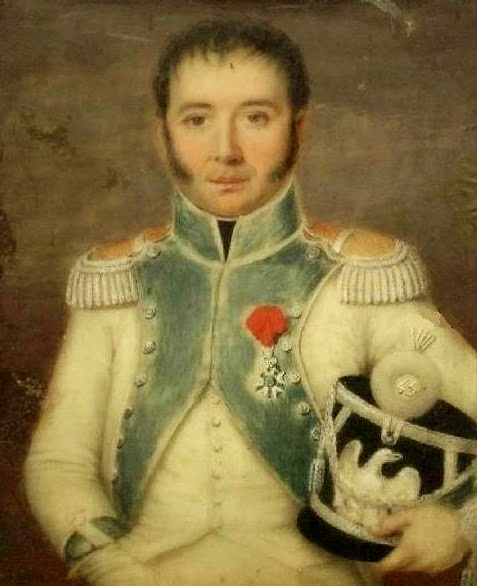
Jean-Baptiste Théodore Lamarque d’Arrouzat

- Jean-Baptiste Théodore Lamarque d’Arrouzat, geboren am 23. August 1762 in Doazon, gestorben am 30. April 1834 in Pau, war General des Ersten Kaiserreichs. Am 17. Oktober 1791 trat er im Rang eines Hauptmanns als Freiwilliger in den Dienst der französischen Revolutionsarmee ein, nahm an Feldzügen in Europa und an der Ägyptischen Expedition unter dem Kommando Napoleon Bonapartes teil. Nach der Kapitulation von Alexandria am 31. August 1801 kehrte er nach Frankreich zurück, wurde Mitglied der Ehrenlegion und nahm in den Rängen Major und Oberst an den folgenden Koalitionskriegen teil. Nach der siegreichen Schlacht bei Wagram wurde ihm der Titel des Barons de l’Empire verliehen. Von 1810 bis 1814 nahm er im Rang eines Generals am Feldzug auf der Iberischen Halbinsel teil, an dessen Ende er in Gefangenschaft geriet. Nach der Rückkehr Napoleons von seiner Verbannungsinsel Elba trat er erneut in den militärischen Dienst ein, wurde aber nach der Schlacht bei Waterloo suspendiert. Für seine Verdienste wurde ihm am 10. Dezember 1817 der Ordre royal et militaire de Saint-Louis verliehen. Vom 16. Juni 1819 bis zum 1. Januar 1825 versah er zum Schluss seiner militärischen Karriere den Dienst eines Inspekteurs der Infanterie.[14]